# Sausses
Sausses (en occitan Saussas) est une commune française, située dans le département des Alpes-de-Haute-Provence en région Provence-Alpes-Côte d'Azur.
Le nom de ses habitants est Saussois.

## Géographie

### Localisation
Le village est situé dans un vallon fermé, sur un promontoire à 700 m d’altitude, sur la rive droite du Var.
Sausses setouve à 7 km de Castellet-lès-Sausses, 11 d'Entrevaux et 16 de Guillaumes.

### Environnement
La commune compte 332 ha de bois et forêts, soit 23 % de sa superficie.

### Géologie et relief
- Sommet de la Tête de Travers[4],[5].

### Hydrographie et les eaux souterraines
Cours d'eau sur la commune ou à son aval :
- Var (fleuve),
- torrent le riou,
- ruisseaux de Bez, de Champ Gras, de Clape,
- ravins du riou, de la gourre, de la combe, des pourchiers.

### Climat
Pour des articles plus généraux, voir Climat de Provence-Alpes-Côte d'Azur et Climat des Alpes-de-Haute-Provence.
En 2010, le climat de la commune est de type climat méditerranéen altéré, selon une étude du Centre national de la recherche scientifique s'appuyant sur une série de données couvrant la période 1971-2000. En 2020, Météo-France publie une typologie des climats de la France métropolitaine dans laquelle la commune est exposée à un climat de montagne ou de marges de montagne et est dans une zone de transition entre les régions climatiques « Var, Alpes-Maritimes » et « Alpes du sud ».
Pour la période 1971-2000, la température annuelle moyenne est de 11,5 °C, avec une amplitude thermique annuelle de 17,1 °C. Le cumul annuel moyen de précipitations est de 1 028 mm, avec 6,1 jours de précipitations en janvier et 5,4 jours en juillet. Pour la période 1991-2020, la température moyenne annuelle observée sur la station météorologique de Météo-France la plus proche, « Méailles_sapc », sur la commune de Méailles à 12 km à vol d'oiseau, est de 11,2 °C et le cumul annuel moyen de précipitations est de 1 033,2 mm. 
La température maximale relevée sur cette station est de 38,3 °C, atteinte le 28 juin 2019 ; la température minimale est de −14,2 °C, atteinte le 6 février 2012,,.
Les paramètres climatiques de la commune ont été estimés pour le milieu du siècle (2041-2070) selon différents scénarios d'émission de gaz à effet de serre à partir des nouvelles projections climatiques de référence DRIAS-2020. Ils sont consultables sur un site dédié publié par Météo-France en novembre 2022.

## Urbanisme

### Typologie
Au 1er janvier 2024, Sausses est catégorisée commune rurale à habitat dispersé, selon la nouvelle grille communale de densité à 7 niveaux définie par l'Insee en 2022.
Elle est située hors unité urbaine et hors attraction des villes,.

### Occupation des sols
L'occupation des sols de la commune, telle qu'elle ressort de la base de données européenne d’occupation biophysique des sols Corine Land Cover (CLC), est marquée par l'importance des forêts et milieux semi-naturels (96,9 % en 2018), en diminution par rapport à 1990 (100 %). La répartition détaillée en 2018 est la suivante : 
milieux à végétation arbustive et/ou herbacée (54,3 %), forêts (35,1 %), espaces ouverts, sans ou avec peu de végétation (7,6 %), zones agricoles hétérogènes (3 %).
L'évolution de l’occupation des sols de la commune et de ses infrastructures peut être observée sur les différentes représentations cartographiques du territoire : la carte de Cassini (XVIIIe siècle), la carte d'état-major (1820-1866) et les cartes ou photos aériennes de l'IGN pour la période actuelle (1950 à aujourd'hui).

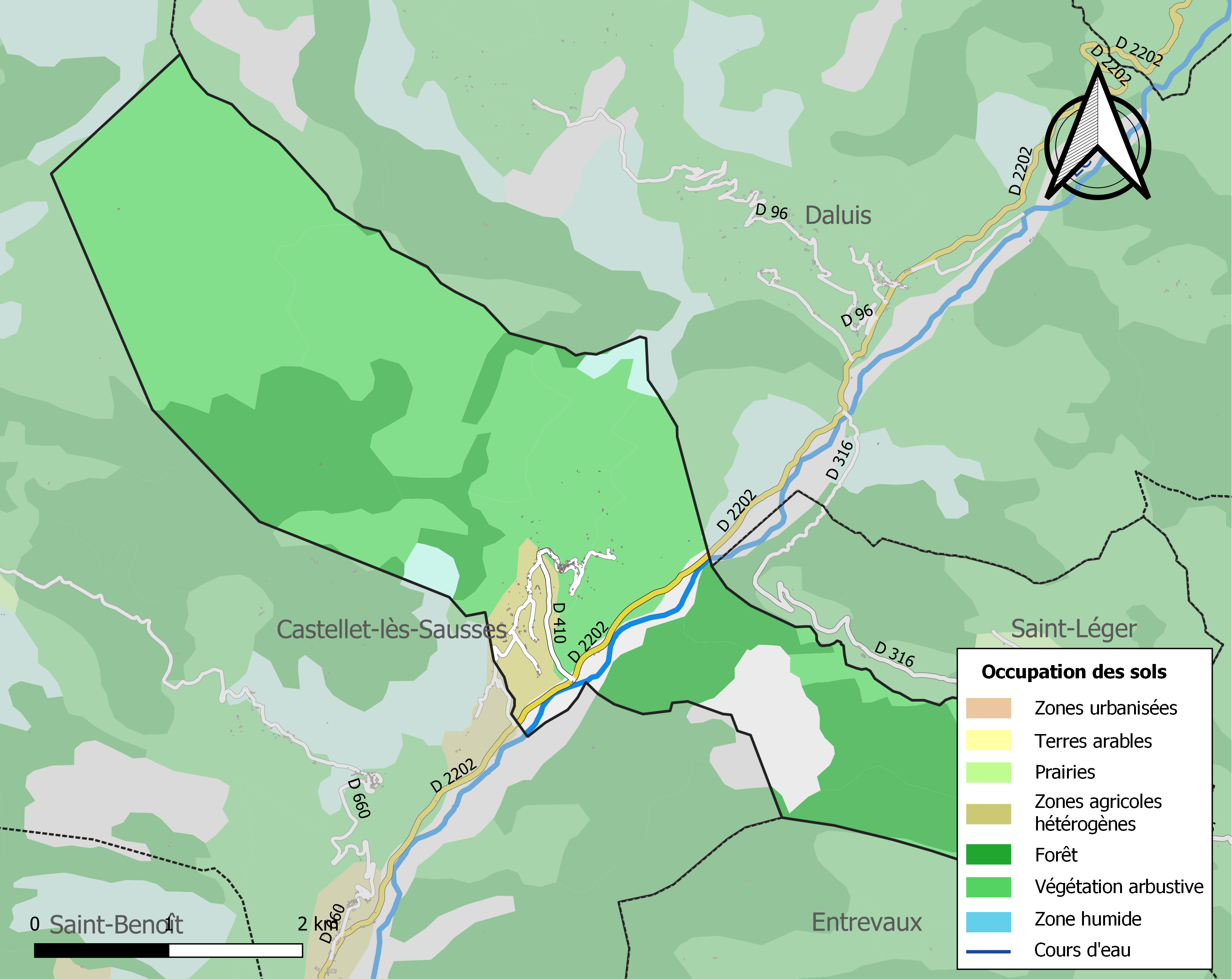
Carte de l'occupation des sols de la commune en 2018 (CLC).

### Voies de communications et transports

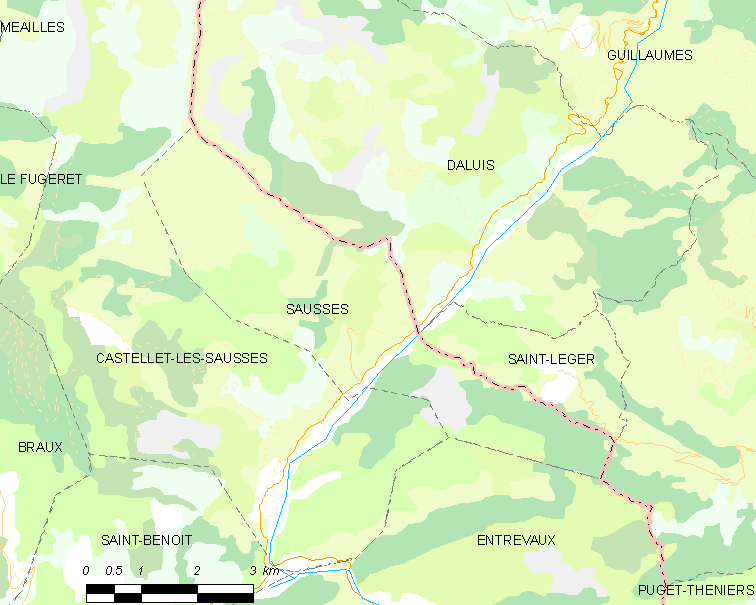
Sausses et les communes voisines (Cliquez sur la carte pour accéder à une grande carte avec la légende).

#### Voies routières
La commune est traversée par la route départementale 2202 (tronçon historique de la route nationale 202).

#### Transports en commun
- Transport en Provence-Alpes-Côte d'Azur

Un réseau des lignes de transport dessert régulièrement l'ensemble des communes des départements des Alpes-de-Haute-Provence - Alpes-Maritimes et Var,.
Gare de Pont de Gueydan, à 6 km, sur la commune de Saint-Benoît, desservie par la ligne de Nice à Digne du Train des Pignes.

### Risques majeurs
La commune de Sausses est exposée à trois risques naturels :
- feu de forêt,
- inondation,
- mouvement de terrain : certains versants de la commune sont concernés par un aléa moyen à fort[24].

La commune de Sausses n’est exposée à aucun des risques d’origine technologique recensés par la préfecture. Aucun plan de prévention des risques naturels prévisibles (PPR) n’existe pour la commune et le Dicrim existe depuis 2011.
La commune a été l’objet de plusieurs arrêtés de catastrophe naturelle : en 1984 pour un tremblement de terre, pour des inondations et des coulées de boue en 1994 (deux fois : en hiver et à l’automne), ainsi que pour des glissements de terrain.

#### Sismicité
Aucune des 200 communes du département n'est en zone de risque sismique nul. Le canton d'Entrevaux auquel appartient Sausses est en zone 2 (sismicité moyenne, la plus élevée de France métropolitaine) selon la classification déterministe de 1991, basée sur les séismes historiques, et en zone 4 (risque moyen) selon la classification probabiliste EC8 de 2011.

## Toponymie
Le nom du village apparaît pour la première fois vers 1200 (de Salsis), qui dérive de l’occitan sausso, désignant une source d’eau salée, qui a été francisée par la suite.

## Histoire
Après la conquête romaine (achevée en 14 av. J.-C.), Auguste organise les Alpes en provinces. Le territoire de l’actuelle commune de Sausses dépend de la province des Alpes-Maritimes et est rattaché à la civitas de Glanate (Glandèves). À la fin de l’Antiquité, le diocèse de Glandèves reprend les limites de cette civitas.
La localité apparaît pour la première fois dans les chartes vers 1200. Le nom vient d’une source salée située dans le lit du Var.
Au Moyen Âge, un second village était occupé sur le territoire de la commune, à La Bastide, et formait une communauté indépendante. Fortement dépeuplée par la crise du XIVe siècle (Peste noire et guerre de Cent Ans), elle est annexée par celle de Sausses au XVe siècle. Les deux villages étaient des fiefs des Pontevès. Jusqu’en 1245, la communauté de Sausses relevait de la baillie d’Outre-Siagne, circonscription administrative du comté de Provence. Celle-ci est ensuite démembrée en plusieurs circonscriptions plus petites, et après une période de stabilisation, on sait qu’en 1264 Sausses faisait partie de la viguerie de Puget-Théniers. Enfin, les deux paroisses de Sausses et de la Bastide relevaient de l’abbaye Saint-Dalmas de Pedona (aujourd’hui à Borgo San Dalmazzo),. La mort de la reine Jeanne Ire ouvre une crise de succession à la tête du comté de Provence, les villes de l’Union d'Aix (1382-1387) soutenant Charles de Duras contre Louis Ier d'Anjou. Les trois co-seigneurs de Sausses, Guigon de Roumoules, Eustache Isnard et Bertrand Giraud, soutiennent tous trois le duc d’Anjou dès le printemps 1382, ce soutien étant conditionné à la participation du duc à l’expédition de secours à la reine. Le village de Sausses est néanmoins conquis par le parti angevin au début de la guerre (avant 1385).
Après la guerre de Cent Ans et une fois la sécurité revenue, de 1442 à 1471, 20 familles quittent le village pour repeupler les communautés de Moustiers-Sainte-Marie, Peyrolles et La Verdière.
L’ancien village de Sausses était auparavant situé à proximité du cimetière, mais un glissement de terrain ou un éboulement l’a enseveli.
À la fin de l’Ancien Régime, Sausses relevait de la viguerie d’Annot.
Durant la Révolution, l’archidiacre Raynard de l’ancien diocèse de Senez est arrêté en juin 1792 par la foule alors qu’il tentait d’émigrer vers Nice : il est lynché et jeté au Var. La commune compte une société patriotique, créée après la fin de 1792.
La Révolution et l’Empire apportent nombre d’améliorations, dont une imposition foncière égale pour tous, et proportionnelle à la valeur des biens de chacun. Afin de la mettre en place sur des bases précises, la levée d’un cadastre est décidée. La loi de finances du 15 septembre 1807 précise ses modalités. Dès 1818, le cadastre dit napoléonien de Sausses est achevé.
Comme de nombreuses communes du département, Sausses se soucie de l’instruction primaire de ses garçons bien avant les lois Jules Ferry : en 1863, une école fonctionne déjà au village. Aucune instruction n’est donnée aux filles : la loi Falloux (1851) n’impose l’ouverture d’une école de filles qu’aux communes de plus de 800 habitants, et la première loi Duruy (1867), qui abaisse ce seuil à 500 habitants, ne concernent pas Sausses,. Si les subventions accordées par la deuxième loi Duruy (1877) permettent de construire une école neuve, ce n’est qu’avec les lois Ferry que les petites filles de Sausses sont scolarisées.
Durant la Seconde Guerre mondiale, Yves Durandy sauve des Juifs de la déportation, et a été pour cette raison distingué comme Juste parmi les nations.
Jusqu’au milieu du XXe siècle, un vignoble existait à Sausses, dont la production était consommée sur place et s’exportait. Il n’en reste plus rien aujourd’hui. De la même façon, l’autre plante symbolique des régions méditerranéennes, l’olivier, était cultivée dans la commune au XIXe siècle. Le terroir de la commune se situe en effet à la limite altitudinale de l’arbre, qui ne peut que difficilement être exploité au-delà des 650 mètres. Il n’est plus exploité actuellement.

## Politique et administration

### Liste des maires
| Période                                  | Période      | Identité           | Étiquette | Qualité                    |
| ---------------------------------------- | ------------ | ------------------ | --------- | -------------------------- |
| Les données manquantes sont à compléter. |              |                    |           |                            |
| mai 1945                                 |              | Avit Gaymard       |           |                            |
| 1965                                     | 1978         | Auguste Michel     |           | Agriculteur                |
| 1989                                     | mars 2001    | Lucien Roubin      | PCF       |                            |
| mars 2001                                | mars 2008    | Paulette Dipopolo  | PCF       |                            |
| mars 2008                                | octobre 2015 | Daniel Paravicini, | MoDem     | Administrateur de sociétés |
| octobre 2015                             | février 2017 | Alain Robini       |           |                            |
| février 2017                             | En cours     | Frank Dagonneau    |           |                            |

### Budget et fiscalité 2019
En 2019, le budget de la commune était constitué ainsi :
- total des produits de fonctionnement : 183 000 €, soit 1 437 € par habitant ;
- total des charges de fonctionnement : 96 000 €, soit 755 € par habitant ;
- total des ressources d’investissement : 394 000 €, soit 3 103 € par habitant ;
- total des emplois d’investissement : 242 000 €, soit 1 908 € par habitant.
- endettement : 322 000 €, soit 2 538 € par habitant.

Avec les taux de fiscalité suivants :
- taxe d’habitation : 18,61 % ;
- taxe foncière sur les propriétés bâties : 30,90 % ;
- taxe foncière sur les propriétés non bâties : 72,49 % ;
- taxe additionnelle à la taxe foncière sur les propriétés non bâties : 0,00 % ;
- cotisation foncière des entreprises : 0,00 %.

Chiffres clés Revenus et pauvreté des ménages en 2017 : Médiane en 2017 du revenu disponible, par unité de consommation : 18 430 €.

### Intercommunalité
Sausses a fait partie, de 2008 à 2016, de la communauté de communes du Pays d'Entrevaux ; celle-ci a fusionné avec d'autres communautés de communes du sud-est du département pour constituer, le 1er janvier 2017, la communauté de communes Alpes Provence Verdon - Sources de Lumière.
La communauté de communes Alpes Provence Verdon - Sources de Lumière, créée le 24 novembre 2016 avec effet le 1er janvier 2017, regroupe désormais 41 communes. Cet établissement public de coopération intercommunale (EPCI) s'est engagé dans une démarche d’élaboration d’un plan local d'urbanisme intercommunal (PLUi).

## Population et société

### Démographie

#### Évolution démographique
En 2022, Sausses comptait 129 habitants. À partir du XXIe siècle, les recensements réels des communes de moins de 10 000 habitants ont lieu tous les cinq ans (2004, 2009, 2014, etc. pour Sausses). Depuis 2004, les autres chiffres sont des estimations.
| 1765 | 1793 | 1800 | 1806 | 1821 | 1831 | 1836 | 1841 | 1846 |
| ---- | ---- | ---- | ---- | ---- | ---- | ---- | ---- | ---- |
| 281  | 286  | 289  | 319  | 277  | 344  | 307  | 383  | 401  |

| 1851 | 1856 | 1861 | 1866 | 1872 | 1876 | 1881 | 1886 | 1891 |
| ---- | ---- | ---- | ---- | ---- | ---- | ---- | ---- | ---- |
| 367  | 344  | 289  | 327  | 306  | 302  | 337  | 234  | 235  |

| 1896 | 1901 | 1906 | 1911 | 1921 | 1926 | 1931 | 1936 | 1946 |
| ---- | ---- | ---- | ---- | ---- | ---- | ---- | ---- | ---- |
| 205  | 209  | 176  | 194  | 158  | 147  | 130  | 142  | 104  |

| 1954 | 1962 | 1968 | 1975 | 1982 | 1990 | 1999 | 2004 | 2006 |
| ---- | ---- | ---- | ---- | ---- | ---- | ---- | ---- | ---- |
| 87   | 76   | 71   | 33   | 79   | 65   | 65   | 87   | 89   |

| 2009 | 2014 | 2019 | 2022 | - | - | - | - | - |
| ---- | ---- | ---- | ---- | - | - | - | - | - |
| 117  | 122  | 132  | 129  | - | - | - | - | - |

| 1471    |
| ------- |
| 21 feux |

L’histoire démographique de Sausses, après la saignée des XIVe et XVe siècles et le long mouvement de croissance jusqu’au début du XIXe siècle, est marquée par une période d’« étale » où la population reste relativement stable à un niveau élevé. Cette période dure de 1811 à 1851. L’exode rural provoque ensuite un mouvement de recul démographique de longue durée. En 1906, la commune a perdu plus de la moitié de sa population par rapport au maximum historique de 1846. Le mouvement de baisse se poursuit jusqu’aux années 1970. Depuis, la population a plus que triplé.

### Enseignement
Établissements d'enseignements :
- École maternelle et primaire à Daluis,
- Écoles primairesà Daluis, Braux,
- Collèges à Annot.
- Lycée à Valdeblore.

### Santé
Professionnels et établissements de santé :
- Médecins à Entrevaux, Guiullaumes, Annot,
- Pharmacies à Entrevaux, Guiullaumes, Annot,
- Hôpitaux à Puget-Théniers, Villars-sur-Var, Castellane.

### Cultes
- Culte catholique, Secteur Vaïre et Var, Diocèse de Digne[62].

## Économie

### Entreprises et commerces

#### Agriculture
- Élevages d'ovins et de caprins.

#### Tourisme
- Chambre d'hôtes.
- Camping et hôtels à Entrevaux.

#### Commerces
- Commerces et services de proximité à Entrevaux, Annot.

## Lieux et monuments
- Le « château »[63], ou maison noble, situé au sommet du village, date du XVIIe siècle[64].
- L’église paroissiale, placée sous l’invocation de saint Pierre et sous le patronage de saint Pons, de style roman, est construite en 1807[65], sur l’emplacement de l’ancienne chapelle castrale. La nef de trois travées, est accostée du clocher-tour. L’enduit extérieur bicolore a été refait en 1922 et orné d’un cadran solaire[66],[67],[68].

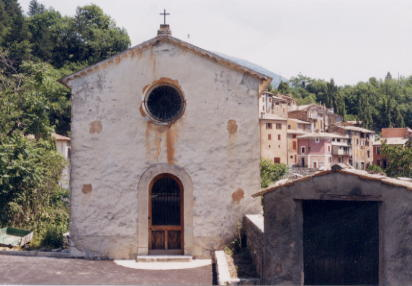
Chapelle Notre-Dame.

- La chapelle Notre-Dame, ancienne église paroissiale abandonnée en 1807[69], s’était rapidement effondrée. Elle est reconstruite par un particulier en 1892[33]. Elle se trouve toujours au cimetière. La nef unique, voûtée d’arêtes, est précédée d’une façade simple à portail en plein cintre surmonté d’un œil-de-bœuf[70].
- Source salée[71].
- Lavoir de 1896.
- Monument aux morts[72] : Conflits commémorés Guerre franco-allemande 1914-1918 - 1939-1945.

## Personnalités liées à la commune
- Augustin Louis de Montblanc, né à Sausses en 1767, mort à Tours en 1841, est archevêque de Tours de 1824 à sa mort.
- Les Justes parmi les nations :
  - Yves Durandy,
  - Marie Durandy,
  - Timothée Durandy,
  - Auguste Massa,
  - Madame Massa.

### Héraldique
| Blason de Sausses | Blason  | D'azur à un château d'or, accosté de deux lettres S, S, l'une à dextre et l'autre à senestre, de sable,. |
| Blason de Sausses | Détails | Le statut officiel du blason reste à déterminer.                                                         |